# Галовець-Зачрецький
46°06′ пн. ш. 15°53′ сх. д. / 46.10° пн. ш. 15.89° сх. д.
Галовець-Зачрецький (хорв. Galovec Začretski) — населений пункт у Хорватії, у Крапинсько-Загорській жупанії у складі громади Светий-Криж-Зачретє.

## Населення
Населення за даними перепису 2011 року становило 290 осіб.
Динаміка чисельності населення поселення:

## Клімат
Середня річна температура становить 10,11 °C, середня максимальна – 24,31 °C, а середня мінімальна – -6,36 °C. Середня річна кількість опадів – 1006 мм.
| Клімат поселення                              | Клімат поселення | Клімат поселення | Клімат поселення | Клімат поселення | Клімат поселення | Клімат поселення | Клімат поселення | Клімат поселення | Клімат поселення | Клімат поселення | Клімат поселення | Клімат поселення | Клімат поселення |
| Показник                                      | Січ.             | Лют.             | Бер.             | Квіт.            | Трав.            | Черв.            | Лип.             | Серп.            | Вер.             | Жовт.            | Лист.            | Груд.            |                  |
| Середній максимум, °C                         | 5,63             | 7,78             | 11,96            | 16,37            | 21,30            | 24,31            | 23,66            | 23,06            | 19,08            | 13,97            | 8,30             | 4,65             |                  |
| Середня температура, °C                       | −0,38            | 1,77             | 5,97             | 10,37            | 15,32            | 18,32            | 19,85            | 19,25            | 15,27            | 10,16            | 4,49             | 0,85             |                  |
| Середній мінімум, °C                          | −6,36            | −4,2             | −0,03            | 4,39             | 9,31             | 12,32            | 16,04            | 15,45            | 11,48            | 6,36             | 0,70             | −2,96            |                  |
| Норма опадів, мм                              | 49               | 52               | 69               | 74               | 88               | 117              | 97               | 98               | 98               | 97               | 96               | 71               |                  |
| Середньомісячна швидкість вітру, м/с          | 1.70             | 1.90             | 2.30             | 2.21             | 2.10             | 1.90             | 1.80             | 1.68             | 1.63             | 1.70             | 1.80             | 1.76             |                  |
| Середньомісячна сонячна радіація, кДж/м²·день | 4068             | 6786             | 10430            | 14826            | 18745            | 20619            | 21519            | 18622            | 13809            | 8567             | 4502             | 3233             |                  |
| --------------------------------------------- | ---------------- | ---------------- | ---------------- | ---------------- | ---------------- | ---------------- | ---------------- | ---------------- | ---------------- | ---------------- | ---------------- | ---------------- | ---------------- |
| Джерело:                                      |                  |                  |                  |                  |                  |                  |                  |                  |                  |                  |                  |                  |                  |